# Flashback Number Four
Flashback #04 är ett samlingsalbum från 1995 av den svenska popsångerskan Pernilla Wahlgren, släppt på skivbolaget Sonet.

## Låtlista
1. Flashback
2. Mardröm
3. Every Time When We're Together
4. Only Your Heart
5. Pure Dynamite
6. Running for Cover
7. I Need Your Love
8. C'est Démon!
9. Are You Ready
10. I Myself and Me
11. Fallen Angel
12. No. 1 Priority
13. All of Me